# Бассиано
Бассиано (итал. Bassiano) — коммуна в Италии, располагается в регионе Лацио, подчиняется административному центру Латина.
Население составляет 1614 человек, плотность населения составляет 52 чел./км². Занимает площадь 31 км². Почтовый индекс — 04010. Телефонный код — 0773.
Покровителем коммуны почитается святой Эразм, празднование 2 июня.